# 2008年北京オリンピックのロシア選手団
2008年北京オリンピックのロシア選手団（2008ねんペキンオリンピックのロシアせんしゅだん）は、2008年8月8日から8月24日にかけて中国の北京を主として開催された2008年北京オリンピックのロシア選手団、およびその競技結果。

## 概要
今大会は金メダル24個、銀メダル13個、銅メダル23個の合計60個のメダルを獲得した。

## メダル
| メダル | 選手名 | 競技                       | 種目                             |
| ------ | --- | -------------------------- | -------------------------------- |
| 金     | ワレリー・ボルチン | 陸上                       | 男子20km競歩                     |
| 金     | アンドレイ・シルノフ | 陸上                       | 男子走高跳                       |
| 金     | グルナラ・サミトワ＝ガルキナ | 陸上                       | 女子3000m障害                    |
| 金     | オルガ・カニスキナ | 陸上                       | 女子20km競歩                     |
| 金     | エレーナ・イシンバエワ | 陸上                       | 女子棒高跳                       |
| 金     | ラリサ・イルチェンコ | 競泳                       | 女子オープンウォータースイミング |
| 金     | アナスタシア・ダビドワ アナスタシア・エルマコワ | シンクロナイズドスイミング | 女子デュエット                   |
| 金     | アナスタシア・ダビドワ アナスタシア・エルマコワ マリア・グロモワ エルビラ・ハシャノワ アンナ・ショリナ ナタリア・イーシェンコ オルガ・ノボクシェノワ エレーナ・オブチニコワ スヴェトラーナ・ロマシナ                                                                                        | シンクロナイズドスイミング | 女子チーム                       |
| 金     | エレーナ・デメンチェワ | テニス                     | 女子シングルス                   |
| 金     | アレクセイ・チシュチェンコ | ボクシング                 | 男子ライト級                     |
| 金     | ラヒム・チャムキエフ | ボクシング                 | 男子ヘビー級                     |
| 金     | マルガリータ・アリュチュク アンナ・ガブリレンコ タチアナ・ゴルブノワ エレーナ・ポセフィナ ダリア・シュクリヒナ ナタリア・ズエワ | 新体操                     | 女子団体                         |
| 金     | エフゲニア・カナエワ | 新体操                     | 女子個人総合                     |
| 金     | マブレット・バチロフ | レスリング                 | 男子フリースタイル60kg級         |
| 金     | ブバイサ・サイティエフ | レスリング                 | 男子フリースタイル74kg級         |
| 金     | シルバニ・ムラドフ | レスリング                 | 男子フリースタイル96kg級         |
| 金     | バフティヤル・アフメドフ | レスリング                 | 男子フリースタイル120kg級        |
| 金     | ナズリュ・マンキエフ | レスリング                 | 男子グレコローマンスタイル55kg級 |
| 金     | イスラム・アルビエフ | レスリング                 | 男子グレコローマンスタイル60kg級 |
| 金     | アスランベク・フシュトフ | レスリング                 | 男子グレコローマンスタイル96kg級 |
| 金     | オクサナ・スリベンコ | ウエイトリフティング       | 女子69kg級                       |
| 金     | スベトラーナ・ボイコ エフゲーニャ・ラモノワ ビクトリア・ニキチナ アイダ・シャナエワ | フェンシング               | 女子フルーレ団体                 |
| 金     | アンドレイ・モイセエフ | 近代五種                   | 男子                             |
| 金     | マクシム・オパレフ | カヌー                     | 男子C1人乗り500m                 |
| 銀     | エフゲニー・ルキャネンコ | 陸上                       | 男子棒高跳                       |
| 銀     | ニキータ・ロビンツェフ エフゲニー・ラグノフ ダニラ・イゾトフ アレクサンドル・スホルコフ ミハイル・ポリシチュク | 競泳                       | 男子4×200m自由形リレー           |
| 銀     | ドミトリー・サウティン ユーリ・クナコフ | 飛込                       | 男子3mシンクロ飛板飛込           |
| 銀     | ユリア・パハリナ | 飛込                       | 女子3m飛板飛込                   |
| 銀     | ユリア・パハリナ アナスタシア・ポジャコワ | 飛込                       | 女子3mシンクロ飛板飛込           |
| 銀     | ディナラ・サフィナ | テニス                     | 女子シングルス                   |
| 銀     | アレーナ・カルタショワ | レスリング                 | 女子フリースタイル63kg級         |
| 銀     | ドミトリー・クロコフ | ウエイトリフティング       | 男子105kg級                      |
| 銀     | エフゲニー・チギシェフ | ウエイトリフティング       | 男子105kg超級                    |
| 銀     | エカテリーナ・アンドリュシナ イリーナ・ブリズノワ エレーナ・ドミトリノワ アナ・カレーワ エカテリーナ・マレニコワ エレーナ・ポレノワ リュドミラ・ポストノワ イリーナ・ポルタツカヤ オクサナ・ロメンスカヤ ナタリア・シピロワ マリア・シドロワ イナ・ススリナ エミリア・ツレイ ヤナ・ウスコワ | ハンドボール               | 女子                             |
| 銀     | ナタリア・パデリナ | 射撃                       | 女子10mエアピストル              |
| 銀     | リューボフ・ガルキナ | 射撃                       | 女子10mエアライフル              |
| 銀     | セルゲイ・ウレギン アレクサンドル・コストグロド | カヌー                     | 男子C2人乗り500m                 |
| 銅     | デニス・ニジェゴロドフ | 陸上                       | 男子50km競歩                     |
| 銅     | ヤロスラフ・リバコフ | 陸上                       | 男子走高跳                       |
| 銅     | タチアナ・アルヒポワ | 陸上                       | 女子3000m障害                    |
| 銅     | スベトラーナ・フェオファノワ | 陸上                       | 女子棒高跳                       |
| 銅     | アルカディ・ビャチャニン | 競泳                       | 男子100m背泳ぎ                   |
| 銅     | アルカディ・ビャチャニン | 競泳                       | 男子200m背泳ぎ                   |
| 銅     | グレプ・ガルペリン | 飛込                       | 男子10m高飛込                    |
| 銅     | グレプ・ガルペリン ドミトリー・ドブロスコク | 飛込                       | 男子10mシンクロ高飛込            |
| 銅     | ベラ・ズボナレワ | テニス                     | 女子シングルス                   |
| 銅     | ゲオルギー・バラクシン | ボクシング                 | 男子フライ級                     |
| 銅     | アレクサンドル・コルネーエフ セミョン・ポルタフスキー アレクサンドル・コサレフ セルゲイ・グランキン セルゲイ・テチューヒン ワジム・ハムツキフ ユーリー・ベレジュコ アレクセイ・オスタペンコ アレクサンドル・ボルコフ アレクセイ・ベルボフ マキシム・ミハイロフ アレクセイ・クレショフ       | バレーボール               | 男子                             |
| 銅     | アントン・ゴロチュツコフ | 体操                       | 男子床                           |
| 銅     | アントン・ゴロチュツコフ | 体操                       | 男子跳馬                         |
| 銅     | スベトラーナ・アブロシモワ イリーナ・オシポワ ベッキー・ハモン オクサナ・ラフマトゥリナ マリナ・カルプニナ タチアナ・シェゴレワ イロナ・コルスチネ イリーナ・ソコロフスカヤ マリナ・クジナ マリア・ステパノワ エカテリーナ・リシナ ナタリア・ボドピャノワ                                   | バスケットボール           | 女子                             |
| 銅     | ベシク・クドゥホフ | レスリング                 | 男子フリースタイル55kg級         |
| 銅     | グレゴリー・ケトエフ | レスリング                 | 男子フリースタイル84kg級         |
| 銅     | アレクサンドル・コロブネフ | 自転車                     | 男子個人ロードレース             |
| 銅     | ミハイル・イグナティエフ アレクセイ・マルコフ | 自転車                     | 男子マディソン                   |
| 銅     | イリナ・カレンティエワ | 自転車                     | 女子MTBクロスカントリー          |
| 銅     | ウラジーミル・イサコフ | 射撃                       | 男子50mピストル                  |
| 銅     | アレクセイ・アリポフ | 射撃                       | 男子トラップ                     |
| 銅     | ミハイル・クズネツォフ ドミトリー・ラリオノフ | カヌー                     | 男子C2人乗り                     |
| 銅     | バイル・バデノフ | アーチェリー               | 男子個人                         |